# 贵州石蝴蝶
贵州石蝴蝶（学名：Petrocosmea cavaleriei），为苦苣苔科石蝴蝶属下的一个植物种。种加词cavaleriei因采集者为皮埃尔·朱利安·卡瓦勒里（Jul. Cavalerie, 1898）而得名。